# 羽鳥明
羽鳥 明（はとり あきら、1920年11月3日 - 2017年4月10日）は、日本の福音派牧師、大衆伝道者、ラジオ牧師。羽鳥純二は実弟。

## 経歴

### 初期

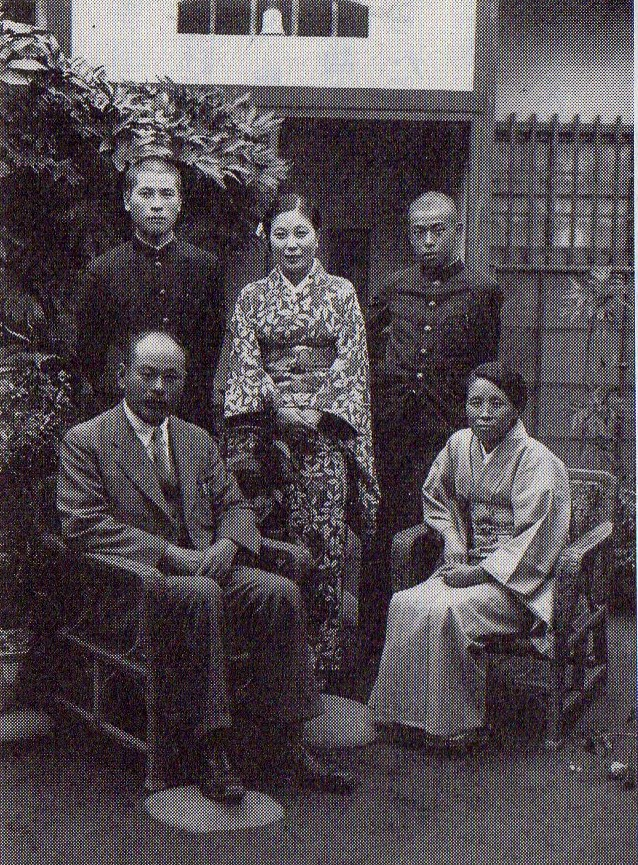
学生の頃の羽鳥明と兄弟と両親

1920年11月3日に群馬県高崎市で桃井小学校校長を務めた父耕作、母コトの長男として生まれる。
1936年4月4日に高崎中学時代に同級生舟喜順一に誘われて前橋キリスト教会に行き、マーガリット・バーネット宣教師の導きでキリスト教に入信。
1938年東京高等師範学校文科四部に入学する。東京では二葉独立教会（現：日本基督教団東中野教会）に籍を置き、由木康牧師の薫陶を受ける。1940年（昭和15年）10月17日に青山学院で開催された全国キリスト教信徒大会で羽鳥が作った賛美歌「桜咲く日本の」が、由木の推薦により歌われた。1941年秋に東京高等師範学校を短縮で卒業する。同年東京文理科大学史学科に入学する。1943年6月26日に父耕作が44歳で死去する。1944年に東京文理科大学を卒業し、東京都蔵前工業高等学校に就職する。1944年秋に陸軍二等兵として召集され岩手県の通信部隊に入営する。陸軍軍曹として終戦を迎える。

### 戦後
終戦後蔵前工業高等学校に帰任する。その後高崎高校に転任し、母親と暮らす。無牧であった高崎教会で信徒牧師としての責任を持つ。翌年、由木康と共著で『基督教史入門』を執筆出版する。
1947年より東京女子師範学校で教師を務める。

### 神学生時代
1949年急性虫垂炎で入院したことをきっかけにして、献身をして前橋聖書学塾に入学する。バーネット宣教師、パー宣教師、舟喜麟一牧師に薫陶を受けた。同級生に舟喜拓生がいた。

### 米国留学時代
翌年卒業し、1950年に渡米してフラー神学校に入学し、ハロルド・リンゼル、カール・ヘンリーらに薫陶を受ける。フラー神学校時代に、日系人教会の臨時牧師をして、日系人牧師たちとの交流する。このことがきっかけで、日系人福音宣教協力会 (JEMS) が創設される。
1953年にフラー神学校を卒業して、スタンフォード大学院文学部ドラマ科ラジオ・テレビ特別研修学科で学ぶ。JEMS の3人目の宣教師に任命されて、1954年4月サンフランシスコ港より航路で帰国する。

### 日本での活動
1954年(昭和29年)8月に、バーニー・ホーリツ宣教師とバーニー・ショウ宣教師らが1951年に創立したパシフィック・オリエント・ブロードキャスティング・カンパニー (POBC)理事長兼社長に就任する。また、TEAMの宣教師A・シーリーが協力する。
1955年(昭和30年)5月5日に日本イエス・キリスト教団の指導者沢村五郎牧師の娘と、福音伝道教団前橋キリスト教会で、安藤喜市の司式で結婚する。
1956年(昭和31年)に夫婦双方が結核に罹患し発病する。4ヶ月間、稲毛の額田サナトリウムに入院し療養する。サナトリウム退院後に福島県須賀川市に転居する。須賀川で、バーネット宣教師の遺志である、福音伝道教団の聖書学校である中央日本聖書学塾の設立に、安藤喜市と共に携わる。
1958年(昭和33年)世田谷区松蔭神社の借家に転居する。長谷川真太郎の依頼によって、舟喜順一らと共に聖書神学舎（現、聖書宣教会）を設立する。同時に同校の初代校長に就任する。
1959年(昭和34年)に JCC（TCC, TCUの前身）の浜田山の敷地に聖書神学舎が移転する。1960年に聖書神学舎の校長を辞任する。この年、JEMS により一年間の休暇が与えられ、カリフォルニア州サン・ロレンゾで休暇を過ごした。その間英国のスクリプチャー・ユニオンの総会に出席した。また、ブラジル、エクアドル、ウルグアイ等南米12ヶ国を訪問した。
帰国後、世田谷区に住み、近所に住んでいた本田弘慈、安藤仲市ら福音派の指導者と交流した。
1961年(昭和36年)9月25日、米国のロックマン財団より指名され、TEAMの宣教師K・マクビティ、舟喜順一、松尾武ら5名と共に(新改訳聖書の)聖書翻訳のコミッショナーに指名される。同時に設立された新改訳聖書刊行会のメンバーとして新改訳聖書の編集員になる。
1966年(昭和41年)10月には、西ベルリン（現:ベルリン）で行われたベルリン世界伝道会議に30名の日本の福音派の代表と共に出席した。1967年のビリー・グラハム大会では、ビリー・グラハムの公式通訳を務める。
1989年(平成2年)に、米国カリフリニア州モンロビアで開催されたワールド・ビジョンの世界会議に、ワールド・ビジョン・ジャパンの理事長として出席した。1994年(平成6年)4月太平洋放送協会会長に就任する。
2017年4月10日、死去。96歳没。

## エピソード
羽鳥は旧制中学時代舟喜順一と同級生である。旧制中学四年の時、軍事教練に時間に教官が、クリスチャンがいるかどうか脅した時に、立ち上がって信仰者であることを大胆に告白した舟喜に衝撃を受けて、教会に行き始め入信した。

## 役職
- 財団法人太平洋放送協会名誉会長
- 福音伝道教団正教師・顧問
- 聖書宣教会常任顧問
- ワールド・ビジョン・ジャパン理事長
- 日本教会成長研修所名誉理事長
- 総動員伝道顧問

## 出演番組
- 世の光
- ライフ・ライン

## 著書
- 『今日の知恵、明日の知恵』
- 『今日の詩篇、明日の詩篇』
- 『イエスはわがいのち』
- 『現代と聖書信仰』共著。村瀬俊夫他 いのちのことば社 1969年
- 『心に触れる説教とは』いのちのことば社、1986年
- 『走りよる神』新生運動、1987年